# Štýrský zemský sněm

Štýrsko, zemský znak

Štýrský zemský sněm (německy Landtag Steiermark, Zemský sněm Štýrsko) je volený zákonodárný sbor v spolkové zemi Štýrsko v Rakousku. Vznikl z historického stavovského shromáždění. Za Rakouska-Uherska byl jedním ze zemských sněmů Předlitavska. A zachován zůstal i po zániku monarchie v meziválečné i poválečné republice.
Má 56 poslanců. Je volen na funkční období pěti let (aktuální složení určily zemské volby v Štýrsku v roce 2015). Sněm má zákonodárnou pravomoc na zemské úrovni, dále volí a kontroluje zemskou vládu v čele se zemským hejtmanem a schvaluje zemský rozpočet.